# Dates (série télévisée)
Dates est une série télévisée britannique en neuf épisodes de 30 minutes créée par Bryan Elsley et diffusée du 10 juin au 3 juillet 2013 sur Channel 4,,. Elle a ensuite été diffusée à partir du 9 juillet 2015 sur The CW aux États-Unis.
Cette série est inédite dans tous les pays francophones.

## Synopsis
Situé à Londres, chaque épisode de la série se concentre sur la rencontre entre deux personnes qui se sont rassemblés après un service de rencontres en ligne déjà connu, en explorant les différentes peurs, les attentes et les complexités des relations romantiques modernes, ainsi que des émotions, des imperfections et des situations occasionnelles premier dates.

## Distribution
- Will Mellor (en) : David
- Oona Chaplin : Mia ("Celeste")
- Sheridan Smith : Jenny
- Neil Maskell : Nick
- Ben Chaplin : Stephen
- Katie McGrath : Kate
- Gemma Chan : Erica
- Montanna Thompson : Ellie
- Greg McHugh (en) : Callum
- Sian Breckin : Heidi
- Andrew Scott : Christian

## Production
La série a été filmée à Londres au cours du premier trimestre de 2013.

## Épisodes
1. David and Mia
2. Jenny and Nick
3. Mia and Stephen
4. Erica and Kate
5. David and Ellie
6. Erica and Callum
7. Stephen and Mia
8. Jenny and Christian
9. Mia and David